# Độ méo
Độ méo hay độ biến dạng là sự thay đổi về dạng ban đầu (hoặc đặc tính khác) của một cái gì đó. Trong truyền thông và điện tử học, nó có nghĩa là sự thay đổi dạng sóng của tín hiệu mang thông tin, chẳng hạn như tín hiệu âm thanh đại diện cho âm thanh hoặc tín hiệu video đại diện cho hình ảnh, trong một thiết bị điện tử hoặc kênh truyền thông .

Biểu đồ dạng sóng và một số phiên bản méo của chúng

Sự méo mó thường không được mong muốn, và do đó người ta cố gắng loại trừ hoặc giảm thiểu nó. Tuy nhiên, trong một số trường hợp, sự biến dạng có thể là mong muốn. Ví dụ, trong các hệ thống phát sóng FM và giảm tiếng ồn như hệ thống Dolby, một tín hiệu âm thanh bị bóp méo một cách cố ý theo những cách nhấn mạnh các khía cạnh của tín hiệu bị nhiễu điện, sau đó được đối xứng "không bị biến dạng" sau khi đi qua một kênh truyền thông ồn ào, giảm tiếng ồn trong tín hiệu. Sự biến dạng cũng được sử dụng như một hiệu ứng âm nhạc, đặc biệt là với guitar điện .
Việc cộng thêm nhiễu hoặc các tín hiệu bên ngoài khác (tiếng ồn, nhiễu) không được coi là biến dạng, mặc dù các ảnh hưởng của biến dạng lượng tử hóa đôi khi có bao gồm trong tiếng ồn. Thước đo chất lượng rõ ràng phản ánh cả tiếng ồn và biến dạng là tỉ số Tín hiệu trên tiếng ồn và làm méo (SINAD, Signal-to-noise-and-distortion) .